# Neil Young
Neil Percival Young (* 12. listopadu 1945 Toronto, Ontario) je kanadský zpěvák, písničkář, hudebník a filmový režisér. Youngovo dílo je typické hluboce osobními texty, charakteristickým stylem hry na kytaru a příznačným nosovým zpěvem (tenorem). Sám se doprovází na několik různých nástrojů (např. piano a harmoniku), jeho styl hry na akustickou kytaru a časté výstřední sólování na elektrickou kytaru jsou klíčovými momenty někdy drsného, jindy uhlazeného zvuku. Young za své hudební kariéry experimentoval s různými hudebními styly, např. swingem, jazzem, rockabilly, blues nebo  elektronickou hudbou, jeho nejznámější díla však náleží do dvou stylů: folkově akustického rocku (jak je možné slyšet v „Heart of Gold“, „Harvest Moon“ a „Old Man“) a elektrikou nabitého hard rocku (v písních jako „Cinnamon Girl“, „Rockin' in the Free World“ a „Hey Hey, My My (Into the Black)“). V pozdějších letech začal Young přebírat novější styly hudby jako industriál, alternative country a grunge, v němž prohloubil svůj vlastní styl hry, což mu vyneslo titul „Kmotr grunge“.
Young režíroval (nebo spolurežíroval) několik filmů pod pseudonymem Bernard Shakey, kupř. Journey Through the Past (1973), Rust Never Sleeps (1979), Human Highway (1982), a Greendale (2003).
Ačkoliv Young často zpívá o amerických legendách a mýtech (Pocahontas, vesmírné stanice a osidlování amerického západu), zůstává kanadským občanem a nikdy nechtěl občanství měnit.

## Biografie

### Mládí

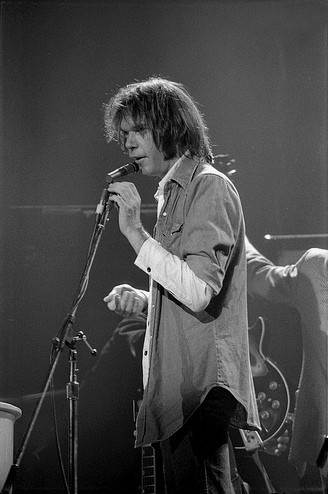
Young v Austinu v Texasu 9. listopadu 1976

Neil Young se narodil v Torontu (Ontario, Kanada) sportovnímu novináři a spisovateli Scottovi Youngovi a Edně Raglandové (známé jako Rassy), kteří se do Toronta přestěhovali z Manitoby. Neil strávil své mládí v malém městečku Omemee v Ontariu, 130 km severně od Toronta.
Už jako dítěti byla Youngovi diagnostikována cukrovka a kvůli dětské obrně, prodělané v šesti letech věku, měl oslabenou levou polovinu těla; dodnes na jednu nohu mírně kulhá.
Když bylo Youngovi 12 let, jeho rodiče se rozvedli a on se se svou matkou vrátil do rodinného domu ve Winnipegu v Manitobě, kde začala jeho kariéra hudebníka.
Když Neil Young přišel z Ontaria do Winnipegu, věděl už, co to znamená být vykořeněný, protože jejich rodina cestovala všude, kam je zavedla kariéra jejich otce novináře. Po rozpadu manželství rodičů se Neil usadil spolu s matkou v dělnické čtvrti Fort Rouge v Manitobě, kde jako stydlivý mladík se suchým humorem navštěvoval Earl Grey Junior High School. Tam také potkal Kena Kobluna, se kterým později působil v The Squires a kde pak založil i svou první skupinu Jades.
Když navštěvoval Kelvin High School ve Winnipegu, hrál v několika instrumentálních rockových skupinách. Youngovou první stabilní skupinou byli Squires, kteří měli lokální hit nazvaný „The Sultan“. Young opustil střední školu a hrál s nimi také ve Fort William v Ontariu, kde nahráli několik demosnímků produkovaných místním producentem (Ray Dee), jemuž Young říkal „the original Briggs“. Když byl v Thunder Bay, Young poprvé potkal Stephena Stillse. V roce 2006 ve filmu Heart of Gold Young vypravuje, jak trávil čas jako teenager ve Falcon Lake v Manitobě, kdy donekonečna vhazoval mince do jukeboxu, aby slyšel „Four Strong Winds“ od Iana Tysona.
Poté, co odešel od Squires, pracoval Neil ve folkovém klubu, kde poprvé potkal Joni Mitchellovou. Tam napsal některé ze svých nejranějších a nejnadčasovějších folkových písní, jako je klasika „Sugar Mountain“, ve které zpívá o svém ztraceném mládí. Jako odpověď na ni napsala Joni Mitchell píseň „The Circle Game“.
V roce 1965 Young cestoval po Kanadě jako sólový umělec a skládal hudbu na objednávku. V roce 1966 se připojil k frontmanovi Mynah Birds Ricku Jamesovi. Skupina si zabezpečila nahrávání u značky Motown. Bohužel, když natočili první album, James byl uvězněn za dezerci z armády. Když se Mynah Birds rozpadli, Young a baskytarista Bruce Palmer přesídlili do Los Angeles v Kalifornii. Young v jednom interview přiznal, že ve Spojených státech pobýval ilegálně až do roku 1970, kdy dostal zelenou kartu.

## Diskografie
- Neil Young (1969)
- Everybody Knows This Is Nowhere (1969)
- After the Gold Rush (1970)
- Harvest (1972)
- Time Fades Away (1973)
- On the Beach (1974)
- Tonight's the Night (1975)
- Zuma (1975)
- American Stars 'n Bars (1977)
- Comes a Time (1978)
- Rust Never Sleeps (1979)
- Hawks & Doves (1980)
- Re-ac-tor (1981)
- Trans (1982)
- Everybody's Rockin' (1983)
- Old Ways (1985)
- Landing on Water (1986)
- Life (1987)
- This Note's for You (1988)
- Eldorado (1989)
- Freedom (1989)
- Ragged Glory (1990)
- Harvest Moon (1992)
- Sleeps with Angels (1994)
- Mirror Ball (1995)
- Broken Arrow (1996)
- Silver & Gold (2000)
- Are You Passionate? (2002)
- Greendale (2003)
- Prairie Wind (2005)
- Living with War (2006)
- Living with War: "In the Beginning" (2006)
- Chrome Dreams II (2007)
- Fork in the Road (2009)
- Le Noise (2010)
- Americana (2012)
- Psychedelic Pill (2012)
- A Letter Home (2014)
- Storytone (2014)
- The Monsanto Years (2015)
- Peace Trail (2016)
- Hitchhiker (2017)
- The Visitor (2017)